# Монро (окръг, Флорида)
Вижте пояснителната страница за други значения на Монро.
Окръг Монро (на английски: Monroe County) е окръг в щата Флорида, Съединени американски щати. Площта му е 9679 km², а населението - 81 413 души. Административен център е град Кий Уест.